# Transit (Dokumentarfilm, 2010)
Transit (Eigenschreibweise: TRANSIT) ist ein deutscher Dokumentarfilm aus dem Jahr 2010, der durch die Regisseurin Angela Zumpe inszeniert wurde. Er wurde erstmals am 30. September 2010 im deutschen Kino ausgestrahlt.

## Kritiken
Die Kritiken zur Kinoauswertung waren überwiegend positiv. Der Film wurde 2010 im MDR und 2011 im rbb ausgestrahlt.
Am Tag der Erstausstrahlung am 30. September 2010 stellt Anke Westphal den Film als „ständige[n] Perspektivwechsel auf die deutsche Geschichte“ in der Berliner Zeitung dar. Hiermit sei der Regisseurin Angela Zumpe etwas gelungen, was „nach 20 Jahren Wiedervereinigung so gut wie verschwunden ist aus den Medien“. Mit „Transit“ werden die von gebürtigen DDR-Bürgern erzählten Geschichten über Grenzüberschreitungen nicht nur als Wortsinn dargestellt, „der Film wagt im ständigen Blickwechsel auch eine geistige Grenzüberschreitung“. „Über das Leben ihres Bruders in der DDR findet die Regisseurin nicht viel heraus, aber auch das sagt viel.“
In der Tageszeitung Neues Deutschland schreibt Kira Taszman über die Handlungsgeschichte des Films: „Wenn der eigene, vor 40 Jahren gestorbene, Bruder zum Gegenstand eines Dokumentarfilms wird, jagt man einem Phantom hinterher. So verhält es sich jedenfalls mit Angela Zumpes sehr persönlichem Dokumentarfilm »Transit«.“ Im Film werden Bürger porträtiert, die von der BRD in die DDR eingewandert sind, entweder hoffnungsvoll übers Exil oder als Arbeitskraft. „Diese Biografien [werden] von Archivbildern aus West- und Ostberlin oder von Stasi-Überwachungsfilmen [ergänzt], was 20 Jahre nach der Wiedervereinigung eindrucksvoll an die einstige Spaltung der Stadt erinnert.“
Sven Näbrich stellt in dem monatlich erscheinenden Leipziger Stadtmagazin kreuzer Reinhard Zumpe, der Bruder der Regisseurin, 1968 als Übersiedler in die DDR dar, unter anderem aus Hass auf seinem Vater, einen Pfarrer. Ob die DDR oder sein Übermut der Auslöser für seinen Freitod 6 Monate später war, ist bis heute ungeklärt. 40 Jahre später zog Angela Zumpe mit der Kamera in den Osten, worauf der Film »Transit« entstand, der nicht nur die Geschichte seines Verschwindens erzählt, sondern „vor allem auch eine seltsam gegenläufige Episode deutsch-deutscher Vergangenheit“. Außerdem erzählt sie die private in der politischen Geschichte, vor allem die ihres Bruders. „Im Abspann heißt es dann »Für Reinhard« und man fühlt, was Bilder in 80 Minuten kaum zeigen können. Und doch hat der Film die Wörter geschrieben. Wie Angela Zumpe ihrem Bruder nachspürt, ihn über Orte und Zeit hinweg zu finden sucht, das berührt. […] Was zählt, ist die Geschichte, ist Reinhard, ist ein Gesicht, dessen entrückte Züge man am Ende zu ergründen meint.“
Weitere Kritiken
- Alexander Bernstein: Die Suche nach dem dritten Weg. In: Kulturfalter. Magdeburg 2010, S. 10.
- Denis Demmerle et al.: Hedonismus und Diktatur – Achtung. Berlin Festivalbericht Teil 2. Berliner Filmfestivals, abgerufen am 5. März 2016.
- Joachim Kurz: Transit (2010/II). Umgekehrte Fluchtbewegung. kino-zeit.de, abgerufen am 5. März 2016.
- Nicolaus Schröder: Übergesiedelt. Verloren im Allgemeinen: die Dokumentation Transit. In: Tip. Nr. 10, 2010, ISSN 0177-333X (Online).
- TRANSIT. Dresdner Kinokalender, abgerufen am 5. März 2016.
- "Bleiben will ich, wo ich nie gewesen bin". Spiegel Online, 16. April 2010, abgerufen am 5. März 2016.

## Förderung
- Mitteldeutsche Medienförderung (MDM) Leipzig
- Sächsische Landesanstalt für privaten Rundfunk und neue Medien (SLM) Leipzig